# Benalla Rural City
Koordinaten: 36° 33′ S, 145° 58′ O

Die Rural City of Benalla ist ein lokales Verwaltungsgebiet (LGA) im australischen Bundesstaat Victoria rund um die Stadt Benalla. Das Gebiet ist 2352,6 km² groß und hat etwa 14.000 Einwohner.
Die Landgemeinde Benalla liegt etwa 190 km nordöstlich der Hauptstadt Melbourne und schließt folgende Ortschaften ein: Baddaginnie, Benalla, Devenish, Goorambat, Lima South, Molyullah, Swanpool, Tatong, Thoona, Warrenbayne and Winton. Der Sitz des Rural City Councils befindet sich in der Stadt Benalla im Zentrum der LGA.
Die Stadt erlangte als Zwischenstation auf dem Weg von Melbourne nach Wodonga und weiter nach Sydney Bedeutung. Neben etwas Industrie in der 9000-Einwohner-Gemeinde ist das Gebiet der LGA vor allem landwirtschaftlich geprägt.

## Verwaltung
Der Benalla Rural City Council hat sieben Mitglieder, die von den Bewohnern der sieben Wards gewählt werden. Diese sieben Bezirke sind Lake Benalla, Dunlop, Churchill und Islands Ward im Bereich der Stadt Benalla sowie Lake Mokoan, Winton und Mount Samaria. Aus dem Kreis der Councillor rekrutiert sich auch der Mayor (Bürgermeister) des Councils.